# Una hora a Tokyo
Una Hora a Tokyo es el tercer álbum de la banda argentina de hard rock y rock alternativo Airbag. Fue lanzado en el año 2008. Fue editado por Warner Music Group en Argentina, Colombia y México.
Con este álbum, la banda decidió cambiar el rumbo, dándole un giro a las canciones pop y punk (como en Airbag y Blanco y Negro) a más roqueras y complejas, y con otro sonido. Y en este disco, Guido Sardelli en los shows en vivo, deja la batería y se une a la segunda guitarra y en la voz. Se hizo una gira nacional en el 2008 como promoción aunque el disco tardó varios meses en salir, y se presentó el disco con una gira que empezó en octubre de 2008 y terminó en octubre de 2009. El disco fue nominado a los premios Grammy por Mejor disco de Rock y Mejor canción de Rock.

## Información
Una hora a Tokyo presenta importantes cambios en la banda. Guido decide que seguiría grabando las baterías pero en las presentaciones en vivo sería la guitarra rítmica y voz de varios temas. Las canciones «Mi sensación», «Revolución» y «Lejos del sol» lo tienen por protagonista como cantante. Por segunda vez Hugo Bistolfi (ex tecladista de Rata Blanca) es invitado a participar en una canción aportando su experiencia en el rock tal como ocurrió con el primer disco en la canción «Tus ojos me engañan».
Este álbum genera una nueva etapa en la carrera de la banda tanto musical como estructuralmente. Ya que entran en un conflicto legal con su ex mánager y cansados de las formas de la industria, deciden emprender su propio camino y romper también con la discográfica Warner. Uno de los primeros conciertos que participaron con Una Hora a Tokyo fue en el festival solidario ALAS junto a Shakira, Alejandro Sanz y Calle 13. Ese mismo año AIRBAG es nominado a los premios Grammy por Mejor disco de Rock y Mejor canción de Rock. Viajan a Las Vegas al evento realizado en el MGM Arena.
La presentación del disco tardó varios meses. En televisión fue en el CMTV el 22 de noviembre de 2008, y en Buenos Aires finalmente fue en La Trastienda Club el 29 de mayo de 2009.
El disco se editó en varios países, y la gira incluyó países como Ecuador, Uruguay y Paraguay.

## Contenido
El disco cuenta con diversidad de géneros todos enmarcados dentro del rock, y casi nada del pop de los dos primeros discos. El disco empieza con tres canciones de hard rock puro como Revolución, Mi sensación (con Guido a la cabeza en la voz) y Una hora a Tokyo, hasta pasar a la balada Noches de abril, con el piano siempre presente y distintos cambios de tempo, para pasar a otro hard rock titulado Lo sentirás. En el sexto track Guido vuelve a la voz para cantar una balada roquera con tintes de pop llamado Lejos del sol, para llegar al siguiente tema llamado Ella no está con tintes de Rock alternativo que recuerda al U2 de los 80's. Ya en la segunda parte del disco, en el octavo track suena Un día diferente vuelve el hard rock que tanto caracteriza al disco, para que en el noveno track suene Dulce condena, que es la que más recuerda al estilo pop rock de los primeros discos. El décimo track es Algo en mi mente, una balada roquera con muchos agudos de Pato. Ya en la parte final del disco se encuentra Sinfonía eléctrica, una canción roquera con varios segmentos y cambios de tempo y experimentales, para darle paso al decimosegundo y último track, a la balada con piano llamado Blues, con solamente Pato en la voz y el piano toda la canción, para cerrar el disco.

## Lista de canciones
- Todas las canciones compuestas por Patricio Sardelli, Guido Sardelli y Gastón Sardelli.

| N.º   | Título               | Duración |  |
| 1.    | «¿Revolución?»       | 3:55     |  |
| 2.    | «Mi sensación»       | 4:06     |  |
| 3.    | «Una hora a Tokyo»   | 4:02     |  |
| 4.    | «Noches de abril»    | 6:35     |  |
| 5.    | «Lo sentirás»        | 3:57     |  |
| 6.    | «Lejos del sol»      | 5:35     |  |
| 7.    | «Ella no está»       | 5:25     |  |
| 8.    | «Un día diferente»   | 3:34     |  |
| 9.    | «Dulce condena»      | 4:02     |  |
| 10.   | «Algo en mi mente»   | 4:37     |  |
| 11.   | «Sinfonía eléctrica» | 4:04     |  |
| 12.   | «Blues»              | 4:08     |  |
| 53:59 |                      |          |  |

## Videoclips
- Mi Sensación (2008)
- Una Hora a Tokyo (2009)
- Ella No Está (2009)

## Sencillos
- Mi Sensación (2008)
- Una Hora a Tokyo (2009)
- Ella No Está (2009)

## Ficha técnica
- Patricio Sardelli - Voz, guitarra, piano.
- Guido Armido Sardelli - Voz, batería.
- Gastón Sardelli - Bajo, coros.

Músicos invitados
- Hugo Bistolfi: teclado en Ella no está.
- Nano Novelo: teclado en "Algo en mi mente".

Personal adicional
- Airbag: mezcla, producción, ejecutiva y musical, arte, diseño gráfico.
- Silvio Furmanski: productor.
- Mario Altamirano: ingeniero de grabación, mezcla.
- Andrés Mayo: masterización
- Martín Valenzuela: asistente de estudio.
- Juan Armani: asistente de estudio.
- Alfredo Vicoli: asistente de estudio.
- Horacio Nieto: producción ejecutiva.
- Jimena Nahon: arte y diseño gráfico.

Grabado en El Santito Estudios, Buenos Aires.